# Yara
Yara es una ciudad y municipio de la provincia de Granma en el este de Cuba. El nombre es aborigen, y se remonta a cinco siglos atrás.
Faltan precisiones, pero algunos investigadores afirman que en este lugar fue quemado vivo el cacique quisqueyano Hatuey el 2 de febrero de 1512 por combatir a los españoles. 
De igual manera, plantean que la región está entre los posibles sitios donde fue fundada la villa de San Salvador en 1513, luego trasladada a la comarca de Bayamo.

## Primera obra cubana
En abril de 1604 un corsario capturó en el hato de Yara a Fray Juan de las Cabezas Altamirano, obispo de Cuba, quien se estima que participaba del comercio ilegal, y cuyo rescate, en el puerto de Manzanillo, dio pie al poema épico Espejo de Paciencia, primera obra literaria con tema cubano.

## Yara en las luchas revolucionarias
El poblado de Yara fue escenario, el 11 de octubre de 1868, del primer combate por la independencia, el 29 de septiembre de 1871 quedó arrasado por llamas insurrectas, y el 24 de febrero de 1895 fuerzas mambisas atacaron la guarnición española.
Durante la guerra de liberación nacional (1956-1958), la localidad fue escenario de acciones guerrilleras y clandestinas, y aportó numerosos combatientes y apoyó al Ejército Rebelde.
En febrero de 1959 el comandante en jefe Fidel Castro creó, con carácter experimental, la primera cooperativa agrícola del país, en la comunidad rural de Yara Arriba.

## Hijo de la ciudad
Hijo de la comarca, Bartolomé Masó (1830-1907), contribuyó a la construcción del teatro Manzanillo; fue el segundo jefe del Grito de La Demajagua, para iniciar la guerra por la independencia nacional, y se implicó en la llamada Guerra Chiquita (1879). 
Con grados de Mayor General encabezó el alzamiento del 24 de febrero de 1895 en la zona oeste de Oriente; resultó el último presidente de la República de Cuba en Armas, y se opuso a la Enmienda Platt y otras injerencias de Estados Unidos en la Isla. 

## Yara antes y después de 1959
En 1958 había 38 escuelas primarias, 52 maestros y mil 650 alumnos, pero hoy los centros suman exactamente el doble, 76 de todos los niveles, los educadores son mil 670, y los alumnos pasan de 18 mil.
Un hospital, dos policlínicas, una óptica y 62 consultorios de médicos de familia, también adornan el paisaje, donde hace 45 años solo existían una casa de socorro y cuatro galenos.

## Datos geográficos y económicos
Atravesado por los ríos Yara, Buey y Jicotea, el municipio tiene 571 kilómetros cuadrados de superficie y 61 mil habitantes, con economía sustentada en los cultivos de arroz, caña, viandas y hortalizas, además de una fábrica de conservas vegetales. 
Dada su localización central, posee un importante sistema de transportación a través de las principales zonas de la provincia, especialmente la ruta Bayamo-Yara-Manzanillo, lo que aporta beneficios económicos al poblado. 
Posee además un creciente desarrollo del negocio cuentapropista con la instalación de paladares y zonas de gastronomía particulares.
Extensión territorial 576,0 km²
Límites
Norte: Yara y Bayamo
Sur : Santiago de Cuba
Este: Bayamo, Guisa y Prov. Santiago de Cuba
Oeste: Manzanillo 
Población  56, 100 hab
Peso Económico: La base económica del territorio se sustenta en la actividad agropecuaria e industrial y posee una fuerte producción de arroz.
Principales producciones físicas: Azúcar, arroz, caña, cultivos varios, hortalizas cítricos y frutales.
Principales entidades
1 CAI Azucarero
1 Fábrica de Conserva
1 Empresa de Cultivos Varios
Actividad de Educación
50 Escuelas primarias
9 Secundarias Básicas
7 Instituto Preuniversitario
2 Escuela Técnica y Profesional
1 Escuela Especial
1 Escuela de Oficio
2 Escuelas de Adultos
Posee 2 Círculos Infantiles con una matrícula de 299 niños, con este servicio se benefician 278 madres, no se satisfacen las necesidades, al existir 210 solicitudes pendientes.